# Veldin Muharemović
Veldin Muharemović (Sarajevo, 6 dicembre 1984) è un ex calciatore bosniaco, di ruolo centrocampista.

## Palmarès

### Club

#### Competizioni nazionali
- Campionato bosniaco: 1

Sarajevo: 2006-2007
- Coppa di Bosnia: 1

Sarajevo: 2004-2005